# Myscelia cyananthe streckeri
La mariposa bufón (Myscelia cyananthe subsp. streckeri) es una subespecie de Myscelia cyananthe de la familia Nymphalidae endémica de México que fue descrita originalmente bajo el nombre científico Myscelia streckeri.  El holotipo macho proveniente del sur de Baja California. La etimología del nombre fue en honor al Dr. Herman Strecker, entomólogo, que se especializó en Lepidópteras.

## Descripción
El margen costal de las alas anteriores es convexo, el interno ligeramente curvo y externo es curvo con ligera ondulación. Las alas anteriores son de color negro, con pocas escamas moradas en casi toda el ala. Presenta una banda ancha de color azul-morado en la región discal o media. En el área apical presenta dos líneas blancas. Área subapical con varias manchas separadas de color blanco y tres manchas blancas redondas en el área submarginal. En el ala posterior los márgenes interno y costal son ligeramente curvos y en el externo, ondulado. En el área postdiscal presenta dos líneas con escamas moradas-azules, y otra en la región submarginal casi ausentes. Ventralmente en las alas anteriores el color se base es café claro, con área más oscura al centro del ala, y clara en el ápice. Las alas posteriores en su vista ventral presenta color café claro, con moteado de escamas más oscuras del mismo color. Antenas, cabeza, tórax y abdomen es de color negro con algunas escamas azules. Ventralmente las antenas son blancas, palpos, tórax y abdomen de color café muy claro. La hembra es ligeramente diferente al macho, pero con los diseños de manchas más marcados y se le adicionan dos manchas blancas pequeñas en el centro del margen costal del ala anterior.

## Distribución
La distribución conocida, es en el estado de Baja California.

## Hábitat
Selva baja caducifolia, matorral inerme o subinerme parvifolio, del sur de Baja California. 

## Estado de conservación
No está en lista en la NOM-059.